# Jarosław Jamka
Jarosław Jamka (ur. 3 grudnia 1971 roku) – doktor nauk ekonomicznych, posiada licencję doradcy inwestycyjnego (nr 56) i licencję maklera papierów wartościowych (nr 774).

## Edukacja
Jest absolwentem Akademii Ekonomicznej w Krakowie, którą ukończył w 1996, specjalność rachunkowość.

## Kariera zawodowa
Karierę zawodową rozpoczął w 1995 od stanowiska maklera papierów wartościowych w domu maklerskim „Certus” w Krakowie. W 1996 zaczął zawodowe zarządzanie aktywami w Beskidzkim Domu Maklerskim, gdzie zarządzał portfelami klientów instytucjonalnych i indywidualnych.
W 1997 rozpoczął pracę w ING Investment Management Polska SA, gdzie zarządzał portfelami klientów indywidualnych. Od 1998 do 1999 zarządzał funduszem akcji i funduszem zrównoważonym w ramach ING Towarzystwa Funduszy Inwestycyjnych. 
W latach 1999–2006 pełnił funkcje dyrektora inwestycyjnego i członka zarządu ING PTE (aktywa pod zarządzaniem – 30 mld zł).
Fundusz dwa razy otrzymał statuetkę Byka i Niedźwiedzia gazety Parkiet za najlepszy wynik roczny spośród wszystkich funduszy emerytalnych. Był również trzykrotnie nagradzany jako najlepszy fundusz emerytalny w Europie środkowo-wschodniej przez prestiżowy londyński miesięcznik branżowy IPE Investment & Pensions. Raz otrzymał również nagrodę magazynu IPE Investment & Pensions dla najlepszego funduszu emerytalnego w Europie w kategorii ład korporacyjny (corporate governance). Fundusz emerytalny ING – jako jedyny w branży, w latach 1999–2006 uzyskał we wszystkich oficjalnych rankingach 2 i 3-letnich stóp zwrotu (publikowanych przez urząd nadzoru – KNF) wynik inwestycyjny powyżej benchmarku (średniej ważonej stopy zwrotu funduszy emerytalnych).
W latach 2006–2010 zajmował stanowiska prezesa oraz wiceprezesa zarządu i dyrektora finansowego ING Życie, odpowiadając za sprawne funkcjonowanie pionu finansowego ING Życie, a także departamentów aktuarialnego i zarządzania ryzykiem operacyjnym.
Od 2010 współtworzy MoneyManagers, gdzie jest partnerem zarządzającym. Spółka w 2011 roku zmienia nazwę na Money Makers. Jarosław Jamka jest w niej odpowiedzialny za finanse oraz pełni funkcję stratega w zakresie alokacji aktywów oraz zarządza portfelami absolutnej stopy zwrotu.